# Pablo García (basket-ball)
Pour les articles homonymes, voir Pablo García et García.
Pablo García, né le 3 février 1946, à Las Villas, à Cuba, est un ancien joueur cubain de basket-ball. Il évolue durant sa carrière au poste d'ailier.

## Palmarès
- 3e des Jeux panaméricains de 1971